# Latty, Ohio
Latty là một làng thuộc quận Paulding, tiểu bang Ohio, Hoa Kỳ. Năm 2010, dân số của làng này là 193 người.